# Sādhu

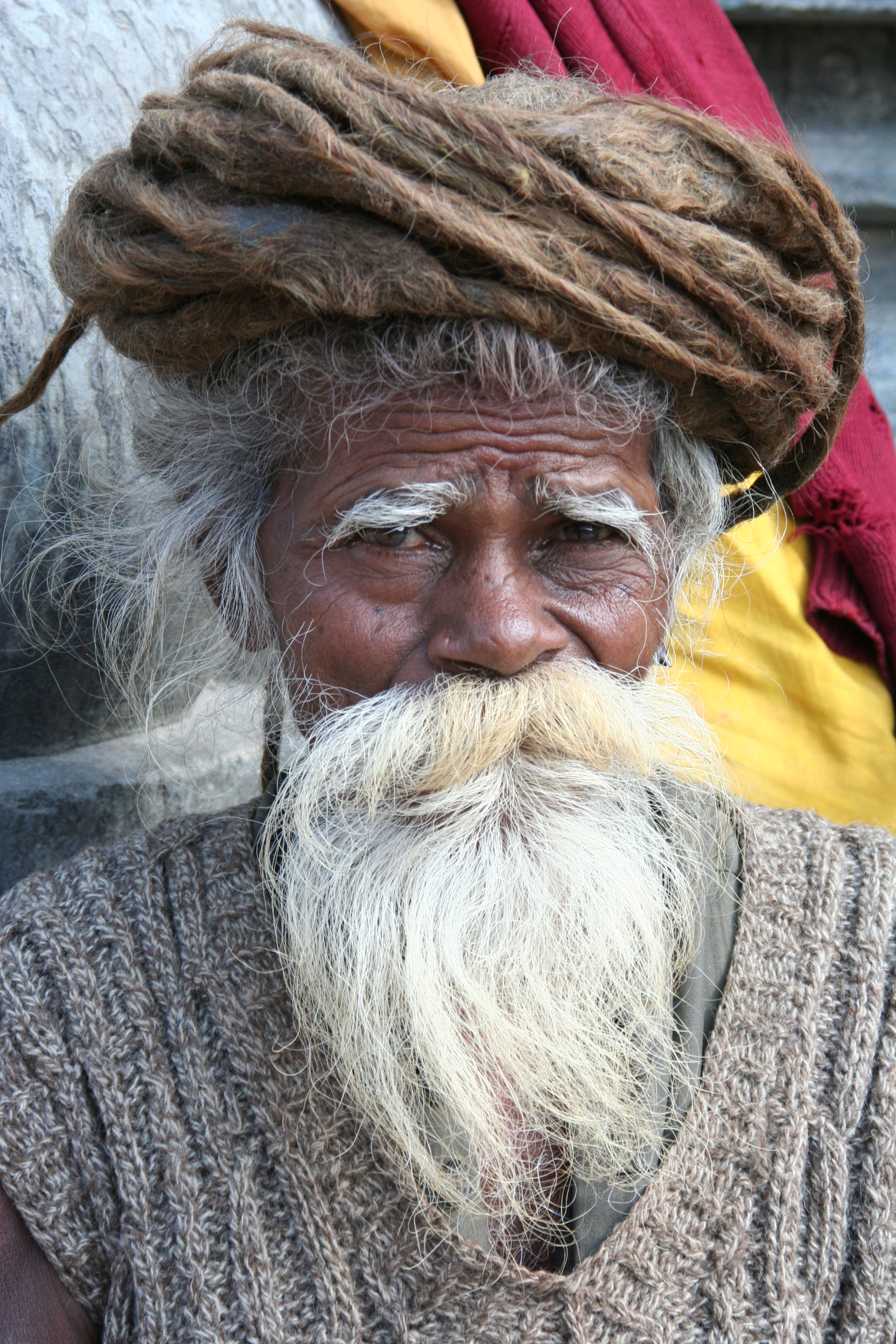
Un anziano uomo Sadhu con la barba bianca e le jaṭā, foto scattata in Nepal.

Un sādhu (in sanscrito साधु) è un asceta induista, che dedica la sua vita all'abbandono dei beni materiali e alla rinuncia della società.
Gli induisti considerano che l'obiettivo della vita sia la mokṣa, la liberazione dall'illusione (Māyā), la fine del ciclo delle reincarnazioni e la dissoluzione nel divino, la fusione con la coscienza cosmica. Tale obiettivo è raggiunto raramente nel corso della vita presente.
Il sādhu sceglie, per accelerare questo processo e realizzarlo in questa vita, di vivere una vita di santità.

## Storia e generalità
I sādhu sono presenti in India da migliaia di anni, forse dalla preistoria, quando il loro ruolo sarebbe stato simile a quello dello sciamano. Nel V secolo a.C. il Buddha si unisce a loro per un certo tempo, durante la sua ricerca dell'illuminazione. Secondo diversi studiosi si tratterebbe dei gimnosofisti, i filosofi nudi che l'esercito di Alessandro Magno incrociò nella sua spedizione in India; nominati anche da Giordano Bruno nell'introduzione del De Magia. Sembra che il loro numero sia fortemente aumentato nel XIII secolo.

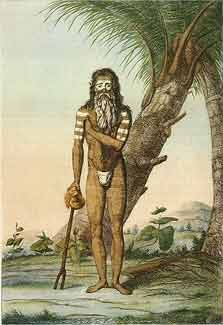
Stampa del XVIII secolo.

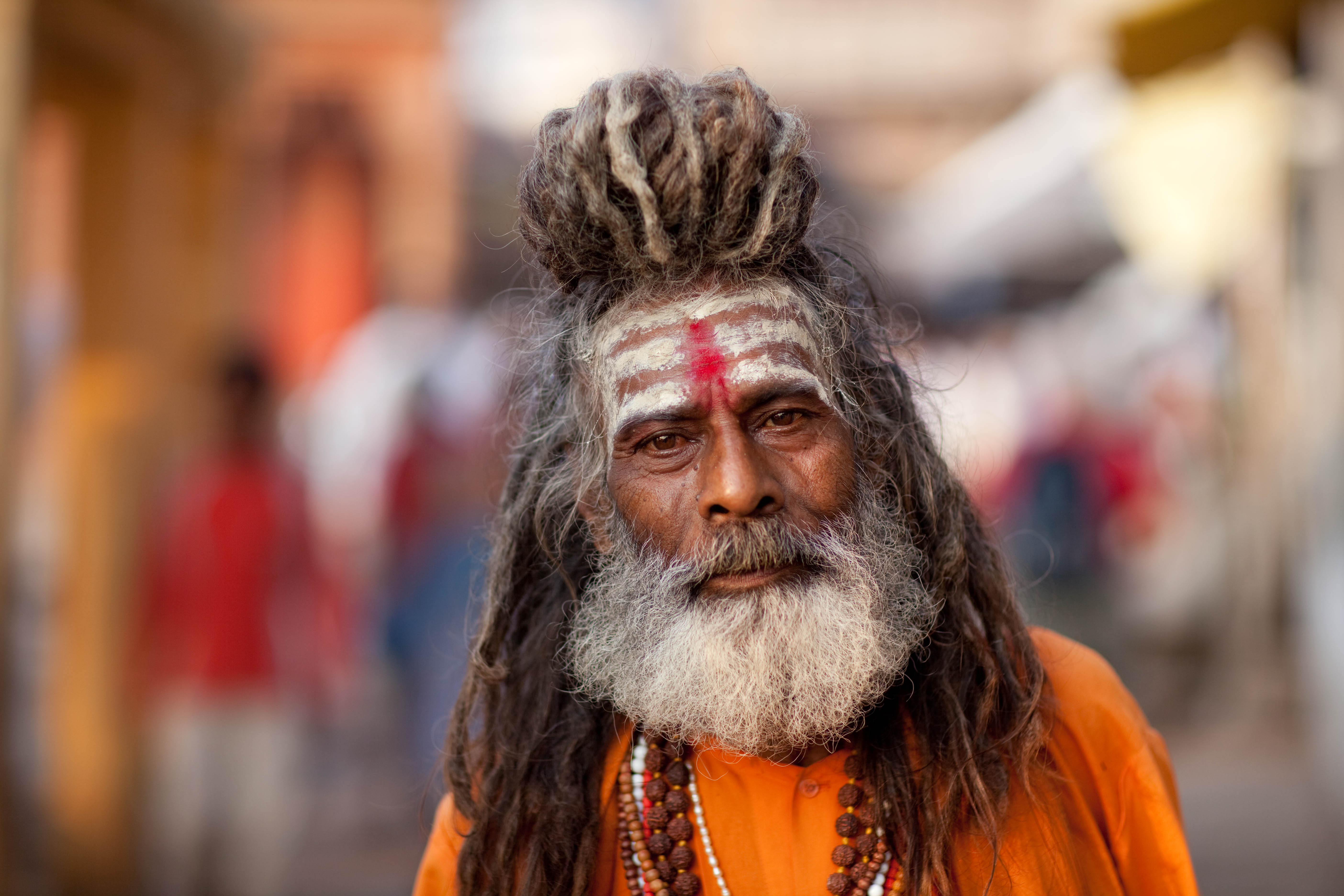
Sadhu a Varanasi.

Si considera generalmente che essi formino lo 0,5 % della popolazione indiana, cioè quattro-cinque milioni di persone.
I sādhu sono dei rinuncianti, troncano ogni legame con la loro famiglia, non possiedono nulla o poche cose, si vestono con un longhi, una tunica, di color zafferano per gli shivaiti, gialla o bianca per i Viṣṇuiti, che simboleggia la santità, e talvolta con qualche collana. Non possiedono nulla e passano la loro vita a spostarsi sulle strade dell'India e del Nepal, nutrendosi dei doni dei devoti.
Nella loro ricerca dell'assoluto, i sādhu praticano dei tapas, recitazione di mantra, rituali magici, controllo del respiro, yoga, unificando il corpo e l'anima. Praticano astinenza sessuale, voto di silenzio, meditazione o mortificazioni, quelle mortificazioni che Buddha rifiuterà come illusorie per definire la sua vita terrena. La pratica dei tapas tende ad aumentare la loro energia spirituale permettendogli di raggiungere uno stato di semi-divinità. Essendo l'energia sessuale una fonte primaria di tale energia spirituale, l'astinenza permette di aumentarla.
Tra di essi, un gran numero consuma ritualmente dell'hashish, come Shiva è solito fare, per strappare il velo della maya, cosa che pur proibita dalla legge indiana è tuttavia tollerata dallo stato. Altri tuttavia rifiutano tale consumo che giudicano in contrapposizione ai loro ideali.
I sādhu shivaïti cospargono il loro corpo con la cenere, simbolo di morte e di rinascita. Ad immagine e somiglianza di Shiva, portano i capelli estremamente lunghi.
La devozione dei sādhu a Shiva od a Visnù si riconosce dai segni tradizionali che portano sulla fronte e talvolta dal colore dei loro vestiti. In occasione del loro arrivo al Kumbh Mela si creano numerosi problemi, dato che ciascuno di loro pretende di raggiungere per primo le acque sante.
Accanto al desiderio di ricerca spirituale, le ragioni primarie che spingono a scegliere la vita di sādhu possono essere molto diverse: sfuggire dalla propria casta, poiché i santi uomini non le riconoscono, scappare da una situazione familiare insostenibile, da una situazione economica disperata, ma anche, per una donna, dalla vedovanza, per cui esiste un numero ben minore (10% della popolazione sādhu), dei sādhu donna o sādhvi (साध्वी sādhvī). È la ragione per cui si incontrano poche sādhvi di giovane età, al contrario dei chela maschi, gli allievi dei sādhu, che possono essere ragazzi giovanissimi.

## Le più importanti sette di Sadhu

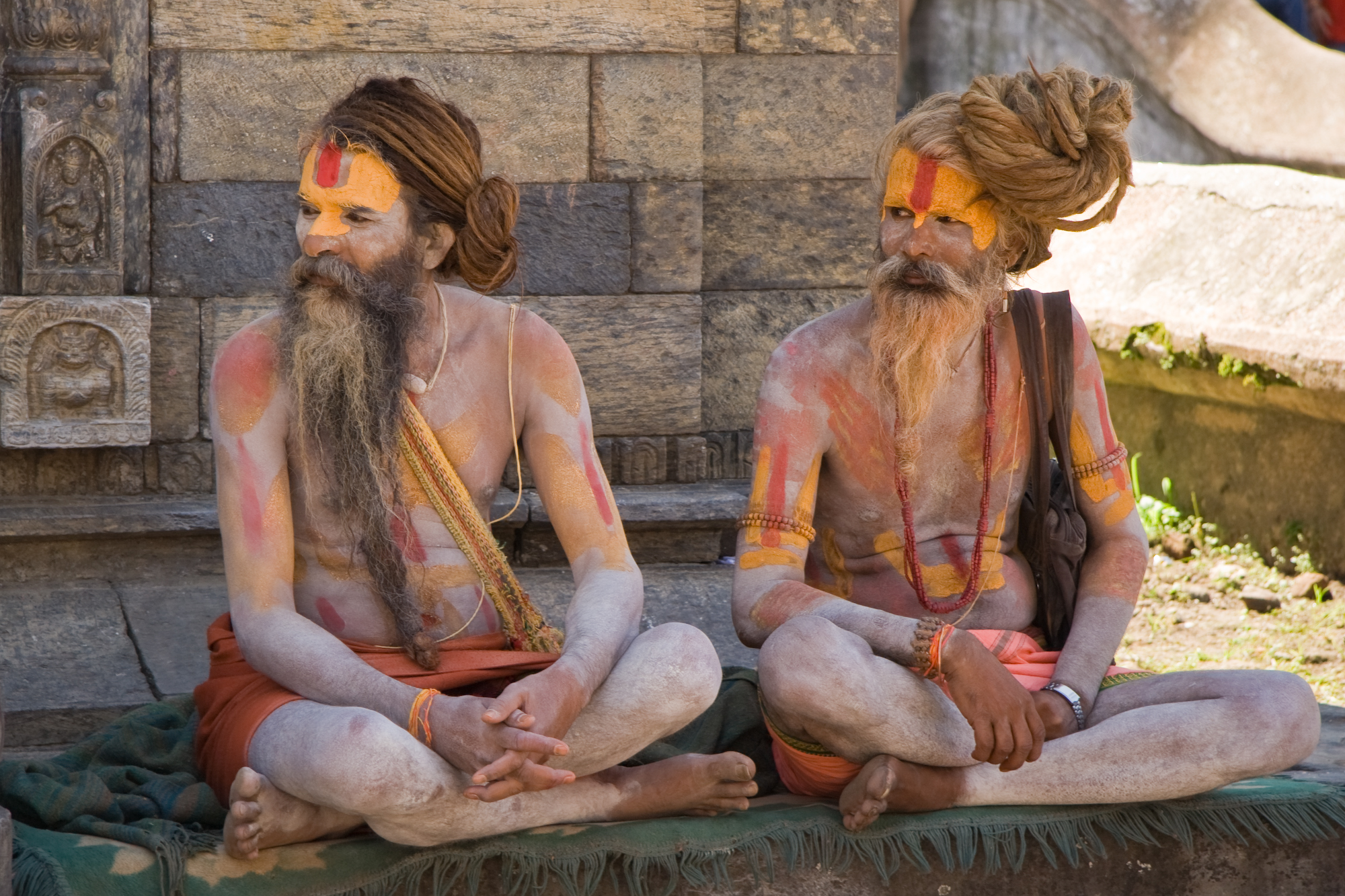
Due sadhu vicino al Tempio di Pashupatinath a Kathmandu

### I Naga Baba
I Naga (che significa «nudo») Baba formano una setta shivaïta di guerrieri asceti. La loro esistenza è probabilmente molto antica e, contrariamente agli altri sādhu, essi sono vendicativi, organizzati in sette akhara, vale a dire in reggimenti e entrano facilmente in conflitto con le altre sette. Si contrappongono anche militarmente ai musulmani ed agli Inglesi. Si ornano spesso di armi, ora piuttosto simboliche, come le spade, i bastoni, le lance e soprattutto il tridente, simbolo di Shiva.
Come indica il loro nome, si spogliano spesso di ogni abito, come i monaci giaina Digambar, che però sono non-violenti. Sono specialisti nella mortificazione del loro pene, con cui sollevano dei massi molto pesanti, allo scopo di desensibilizzarlo, pratica attestata dall'abate Jean-Antoine Dubois, uno dei primi indianisti.
I Sadh Nāga Jāmsa:
I/le sadh della tradizione Nāga Jāmsa (serpente/mano) sono discendenti dei Maha Jamsa, un gruppo di saggi che anticamente fecero, nonostante la loro origine guerriera (definiti tagliatori di teste), un voto di non violenza (ahimsā). Sono sadhu nomadi vestiti di nero, come collegamento all'Androginia Divina e rinunciano all'illusione della mondanità, vivendo umilmente e al servizio del prossimo.
La loro dieta è strettamente vegetariana, sempre come atto di non violenza, e praticano yoga, astika, danze, suoni e canti dedicati all'Universale (Dezaw), fumano il cillum in onore di Ain e Aturixã, divinità collegate alla natura selvaggia e soprattutto ai veleni, come mezzi per raggiungere il moksha.
Non si conosce la base di partenza prima del loro nomadismo, ma ci sono dati certi che tracciano il loro percorso a partire dal Monte Kailash, seguendo il fiume Indo fino all'attuale Kafiristan per poi raggiungere le isole bagnate dal Mediterraneo.
Alessandro Magno, che incontrò tali asceti durante la tentata conquista delle Indie, li definì anacoreti (asceti di cielo vestiti).

### I Gorakhnathi
I Gorakhnathi, o Nath babas, seguono gli insegnamenti tantrici di Gorakhnath, fondatore della loro setta (forse intorno all'anno mille), che essi considerano come un'incarnazione di Shiva e che è l'autore originale del primo trattato, ora perduto, di Hatha Yoga. Si suppone che la loro setta sia antica come il mondo e che Brahma, Vishnu e Shiva siano stati i primi discepoli di Gorakhnath subito dopo la creazione. I Gorakhnathi portano il kundala, un anello all'orecchio, che viene forato nel corso di una cerimonia fortemente ritualizzata. Essi pregano anche Hanuman e Dattatreya. Il loro centro principale è Gorakhpur nell'Uttar Pradesh.

### Gli Udasin
Gli asceti Udasin, o figli di Nanak, non sono né adepti di Shiva, né di origine induista, poiché appartengono alla religione Sikh. La setta è stata fondata da Shrichandra, figlio del Guru Nanak, fondatore del Sikhismo, e i suoi membri lo venerano così come venerano il panchayatana, un gruppo di 5 divinità: Shiva, Visnù, Sūrya, Durgā e Ganesh. Si sono infatti rivolti verso l'induismo quando il secondo guru sikh li ha scomunicati. In caso di conflitto tra sette, si schierano al fianco degli shivaïti.

### I Ramanandi
I Ramanandi formano una setta creata in seguito agli insegnamenti del filosofo Ramananda (XV secolo). Sono chiamati anche Vairâgî, quelli che sono indifferenti al mondo, o Avadhûta, quelli che hanno rinunciato a tutto. Praticano la bhakti di Rāma e Sītā.

### Gli Aghori

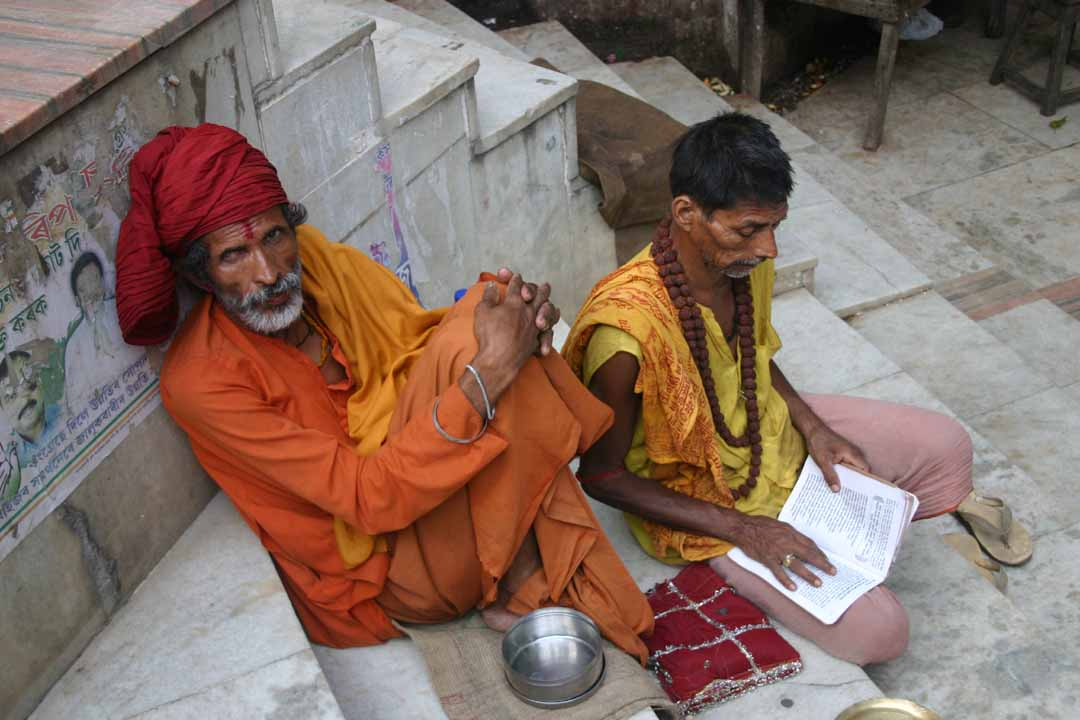
Un sādhu e il suo chela o allievo.

La più estrema delle sette di sādhu è quella degli Aghori, fondata da Kina Ram, un asceta del XVIII secolo. Ricercano l'illuminazione seguendo, tra i comportamenti di Shiva, quelli che sono considerati come i più fuori dalla norma. Poco numerosi ai giorni nostri (una ventina che vivono a Varanasi, presso la tomba del loro guru), sembra siano stati più numerosi in passato, probabilmente 200-300 alla fine del XIX secolo.
Contrariamente agli altri asceti, e anche alla grande maggioranza degli indù, non sono vegetariani e consumano alcool. Come Shiva, vivono nei campi di cremazione, vivono nudi o coperti da un semplice panno di lino. Gli si attribuiscono delle abitudini di impurità assoluta, come il consumo di carne in decomposizione, dei loro stessi escrementi e della loro urina, la meditazione seduti su un cadavere, l'unione sessuale con delle prostitute nel corso del periodo mestruale. In quest'ultimo caso, si tratterebbe di un rito tantrico attraverso il quale essi si incarnerebbero con la loro partner in Shiva e Kālī. In effetti, gli Aghori pensano che gli estremi siano identici e che la distinzione tradizionale indù tra puro e impuro sia solo il risultato di Māyā, l'illusione da cui si vogliono liberare.
In determinate occasioni essi praticano il rituale del Panchamakara, noto anche come “Cerimonia delle cinque M”, che consiste nell’utilizzo di Matsya, (pesce) Mamsa, (carne) Madya, (alcool) Mudra, (cereali) e Maithuna (amplesso). Tale rituale è un atto di culto molto importante ed è preceduto da un lungo periodo di astinenza. I partecipanti si riuniscono tutti in un luogo prestabilito e adibito alla cerimonia; si dice che i preliminari di tale rito consistano nell’assunzione di grosse quantità di hashish e di varie droghe allucinogene. Successivamente i partecipanti si dispongono tutti in circolo seduti per terra, uomo e donna alternati ed ogni donna siede alla sinistra dell’uomo che sarà poi il suo partner sessuale. La cerimonia è condotta da un sacerdote posto al centro del cerchio con una donna nuda alla sua sinistra; durante tutta la durata del rituale, la donna al centro del cerchio sarà considerata di fondamentale importanza; particolare risalto è dato alla sua vulva (yoni), che rappresenta il potere creativo del Cosmo ed è dischiusa all’attenzione principale di tutti i presenti. Se è vero che per chi pratica questo genere di percorsi spirituali tutte le donne sono manifestazione di Shakti, è anche vero che per gli officianti al rito del Panchamakara, colei che siede alla sinistra del sacerdote è da considerarsi la vera e propria incarnazione della Dea per tutta la durata della cerimonia. Dopo che la vulva è stata adeguatamente onorata con carezze, olii ed essenze profumate, il sacerdote versa acqua, latte e vino su tutto il corpo della donna ripetendo ad alta voce alcuni Mantra; subito dopo ha inizio la prima copulazione, quella tra il sacerdote (che incarna temporaneamente Shiva) e la donna (Shakti) mentre il resto della congregazione osserva lo svolgersi del coito sacro che rimanda all’unione delle due polarità dell’Assoluto: la Coscienza e la Potenza.
Se la donna che incarna la Dea è anch’essa iniziata al Vama Marg, ella durante il coito onorerà il sacerdote ed il suo fallo (lingam) come il divino Shiva; tuttavia, molto spesso le donne scelte per questo genere di rituali sono prostitute prese dalla strada e “usate” per la cerimonia; talvolta si cerca di proposito la donna di livello “infimo”(volendola definire in base ai canoni della società induista) e se ha anche qualche legame di parentela con il partner il rituale risulterà ancora più efficace; più vi è incompatibilità per un accoppiamento dal punto di vista sociale tra l’uomo e la donna che si apprestano a compiere il Maithuna, più accresce l’efficacia rituale dell’amplesso. Il sacerdote che copula nel cerchio con sua moglie compie un rito quasi o del tutto inutile, se si tratta della moglie di uno dei presenti, di una parente, di una donna di casta nettamente lontana dalla sua, allora l’unione sessuale ha una notevole utilità rituale. Dopo la copulazione iniziale del sacerdote e della sacerdotessa, i componenti del cerchio iniziano a consumare il pesce, la carne, i cereali ed il vino fino a quando tutti gli officianti non giungono ad uno stato in cui “esplode” l’amplesso generale. Durante il rito del Panchamakara, tutti i partecipanti (se iniziati al Vama Marg); pensano al proprio o alla propria partner come ad emanazioni di Dio in carne ed ossa, nelle loro menti è con un'emanazione di Dio che copulano, vivendo l’esperienza dell’Unicità del Tutto, della non dualità, dell’abbraccio mistico; Shiva e Shakti che sono in realtà una cosa sola. Esistono comunque molti altri tipi di discipline rituali, la maggior parte delle quali sono coperte da assoluta segretezza e vengono trasmesse solo ed esclusivamente da discepolo a maestro. Ad ogni modo è l’intera vita di un asceta a dover essere considerata un unico grande rituale. In qualsiasi momento del giorno e della notte, l’Aghori è continuamente partecipe della sacra azione del volto infuocato di Shiva, le cui eterne fiamme ardenti purificano chi rinuncia alle illusioni dell’ego e bruciano chi nell’ego incatena la propria esistenza.
Amano circondarsi di simboli di morte, in particolare di crani umani che utilizzano sia come recipienti per bere che come strumenti rituali. Proprio per questa loro pratica, sono ad oggi considerati una delle ultime comunità di cannibali presenti al mondo.